# Idaea ossiculata
Idaea ossiculata là một loài bướm đêm trong họ Geometridae.